# Wiedenmanngletscher
Der Wiedenmanngletscher ist ein Gletscher an der Luitpold-Küste des ostantarktischen Coatslands. Er mündet südlich der Moltkenunatakker ins Weddell-Meer.
Teilnehmer der Zweiten Deutschen Antarktisexpedition (1911–1912) unter der Leitung Wilhelm Filchners entdeckten und benannten ihn. Namensgeber ist Peter von Wiedenmann (1847–1917), General der Artillerie und Vorstand der Geheimkanzlei des Prinzregenten Luitpold von Bayern.